# Kim Sung-kyun
Kim Sung-kyun (Daegu, 25 de mayo de 1980) es un actor surcoreano. 

## Carrera
Empezó su carrera en teatro y posteriormente debutó en pantalla como gánster en Nameless Gangster: Rules of the Time, seguido por personajes de reparto en El Vecino, Respuesta 1994, Respuesta 1988y Amantes de Luna: Corazón Escarlata Ryeo (2016).
En septiembre de 2020 se confirmó que se había unido al elenco principal de la serie D.P. ("Deserter Pursuit") (también conocida como "D.P Dog's Day"), donde interpretará al sargento Park Bum-go.

## Filmografía

### Películas
| Año  | Título                               | Papel                  | Ref.                 |
| ---- | ------------------------------------ | ---------------------- | -------------------- |
| 2012 | Nameless Gangster: Reglas del Tiempo | Park Chang-woo         |                      |
| 2012 | El Vecino                            | Ryu Seung-hyuk         |                      |
| 2012 | 577 Projecto (documental)            | Él mismo               |                      |
| 2013 | Man on the Edge                      | Choon-bong             |                      |
| 2013 | South Bound                          | Bong Man-deok          |                      |
| 2013 | Secretly, Greatly                    | Seo Soo-hyuk           |                      |
| 2013 | Hwayi: A Monster Boy                 | Dong-beom              |                      |
| 2013 | Fasten Your Seatbelt                 | Jo-rong                |                      |
| 2013 | El Sospechoso                        | Ri Kwang-jo            |                      |
| 2014 | Kundo: Age of the Rampant            | Señor Jang             |                      |
| 2014 | Somos Hermanos                       | Park Ha-yeon           |                      |
| 2015 | Crónica de un Mercader de Sangre     | Geun-ryong             |                      |
| 2015 | El Trato                             | Seung-hyun             |                      |
| 2015 | Summer Snow                          | Seo-jung director      |                      |
| 2015 | The Chosen: Forbidden Cave           | Jin-myeong             |                      |
| 2016 | Phantom Detective                    | Kang Sang-il           |                      |
| 2017 | La Prisión                           | Doctor Kim             |                      |
| 2017 | El Sheriff en Ciudad                 | Duk-man                |                      |
| 2017 | El Poeta y el Chico                  | Amigo                  |                      |
| 2017 | La Preparación                       | En-gyoo                |                      |
| 2017 | Wretches                             | Detective Kang         |                      |
| 2018 | Dorado Slumber                       | Geum-chul              |                      |
| 2018 | Grave Site                           | Kim Byeong-gi          |                      |
| 2018 | I Have a Date with Spring            |                        |                      |
| 2018 | The Witness                          | Hyung Gyoon            |                      |
| 2019 | A Diamond in the Rough               | Hombre borracho        |                      |
| 2019 | The Divine Move 2: The Wrathful      | Heo Il-do              |                      |
| 2020 | Samdo Investigation Headquarters     |                        | [ 10 ]               |
| 2020 | Joseon Firefighter                   | -                      |                      |
| 2021 | Sinkhole                             | Park Dong-won          | [ 11 ]               |
| 2022 | Seúl a toda pastilla                 | Director Lee Hyun-kyun | [ 12 ] [ 13 ] [ 14 ] |
| 2022 | Hansan: Rising Dragon                | Kato                   |                      |
| 2023 | 12.12: The Day                       | General Kim Jun-yeop   | [ 15 ] [ 16 ]        |
| 2024 | Agente cinturón negro                | Kim Sun-min            | [ 17 ]               |

### Series de televisión
| Año  | Título                          | Función                  | Red             | Notas                   | Ref.                 |
| ---- | ------------------------------- | ------------------------ | --------------- | ----------------------- | -------------------- |
| 2013 | I Can Hear Your Voice           | Detective                | SBS             | Cameo, ep. 1            |                      |
| 2013 | After School: Lucky or Not      |                          | Nate Hoppin/BTV | Serie web, cameo, ep. 6 |                      |
| 2013 | Respuesta 1994                  | Samcheonpo               | tvN             |                         |                      |
| 2014 | Cunning Single Lady             | Cabeza de seguridad      | MBC             | Cameo, ep. 3            |                      |
| 2015 | Respuesta 1988                  | Kim Sung-kyun            | tvN             |                         |                      |
| 2016 | Moon Lovers: Scarlet Heart Ryeo | Choi Ji-Mong             | SBS             |                         |                      |
| 2016 | Séquito                         | Él mismo                 | tvN             | Cameo, ep. 4            |                      |
| 2017 | Untouchable                     | Jang Ki-seo              | JTBC            |                         |                      |
| 2019 | The Fiery Priest                | Goo Dae-young            | SBS             |                         |                      |
| 2020 | Hospital Playlist               | Hermano de Ahn Jung-won  | tvN             |                         |                      |
| 2021 | D.P.                            | Sargento Park Bum-go     | Netflix         | Serie web               |                      |
| 2022 | Grid                            | Kim Ma-nok               | Disney+         | Serie web               | [ 18 ]               |
| 2022 | Moving                          | Lee Jae-man              | Disney+         | Serie web               | [ 19 ] [ 18 ] [ 20 ] |
| 2022 | Un héroe débil                  | Gyu-jin, padre de Si-eun | Wavve           | Serie web               | [ 21 ]               |
| 2023 | Shin, abogado de divorcios      | Jang Hyeong-geun         | JTBC            |                         | [ 22 ] [ 23 ]        |
| 2025 | Karma                           | Gil-ryong                | Netflix         | Serie web               | [ 24 ]               |

## Premios y nominaciones
| Año  | Premio            | Categoría                                         | Trabajo          | Resultado | Ref.   |
| ---- | ----------------- | ------------------------------------------------- | ---------------- | --------- | ------ |
| 2019 | Premios SBS Drama | Premio a la excelencia en serie de media duración | The Fiery Priest | Ganador   | [ 25 ] |